# Игре глади (франшиза)
Игре глади (енгл. The Hunger Games) је медијски франшизни серијал који се фокусира на низ научнофантастичних, дистопијских, авантуристичких филмова, базираних на истоименој серији романа Сузан Колинс. Филмове дистрибуира Lionsgate. Серијал укључује ансамбл глумаца, међу којима су Џенифер Лоренс као Кетнис Евердин, Џош Хачерсон као Пита Меларк, Лијам Хемсворт као Гејл Хоторн, Вуди Харелсон као Хејмич Абернати, Елизабет Бенкс као Ефи Тринкет, Стенли Тучи као Цезар Фликерман и Доналд Садерланд као председник Сноу. У филму-преднаставку, Том Блајт глуми Кориолана Сноуа, Рејчел Зеглер Луси Греј Берд, Џош Андрес Ривера Сејана Плинта, Хантер Шафер Тигрицу Сноу, Питер Динклиџ Каску Хајботома, Виола Дејвис др Волумнију Гол, а Џејсон Шварцман Лукреција „Лакија” Фликермана.
Прва три филма поставила су бројне рекорде на биоскопским благајнама. Игре глади (2012) су постигле рекорде за највећи приход првог дана и највећи приход првог викенда за филм који није наставак. Игре глади: Лов на ватру (2013) поставио је рекорд за највећи приход првог викенда у новембру. Игре глади: Сјај слободе — 1. део (2014) имао је највећи приход првог дана и првог викенда у тој години. Филмови, укључујући Игре глади: Сјај слободе — 2. део (2015), добили су похвале за своје теме и изведбу Џенифер Лоренс. Филм-преднаставак Игре глади: Балада о птици певачици и змији (2023) добио је мешовите критике и имао најслабији приход првог викенда у серијалу. Године 2026. очекује се филмска адаптација другог преднаставка Освит дана жетве.
Серијал је 20. најуспешнија филмска франшиза свих времена, са укупном зарадом од 3,3 милијарде долара широм света.

## Позадина
Након објављивања романа Сузан Колинс Игре глади 14. септембра 2008. године, холивудски филмски студији почели су да истражују могућност адаптације књиге у филм. У марту 2009. године, студио Color Force, независни студио који је основала продуценткиња Нина Џејкобсон, купио је филмска права на књигу.‍:12 Тада су ступили у контакт са продукцијском компанијом Lionsgate која би помогла у продукцији филма. Колинсова је такође била укључена у адаптацију романа; почела је са првим нацртом након што је завршила Сјај слободе (2010) трећи роман из серијала. Потрага за редитељем почела је 2010. године са тројицом кандидата: Дејвидом Слејдом, Семом Мендесом и Гаријем Росом. Рос је на крају изабран за режисера. Када је Колинсова завршила сценарио, Рос је одлучио да заједно са њом и сценаристом Билијем Рејем прође кроз сценарио.
У октобру 2010. године, сценарији су послати глумцима, а кастинзи су се одржавали између марта и маја 2011. године. Прва улога која је додељена била је улога главне јунакиње, Кетнис Евердин. Око тридесет глумица било је у преговорима за ову улогу, а највише су се помињале Џенифер Лоренс, Хејли Стајнфелд, Абигејл Бреслин и Клои Грејс Морец. Улога је додељена Лоренсовој.
Кастинг за улоге Пита Меларка, Кетнисиног саборца, и Гејла Хоторна, њеног најбољег пријатеља, започео је касније тог месеца. Главни кандидати за Питу били су Џош Хачерсон, Александер Лудвиг (који је касније добио улогу Катона), Хантер Париш, Еван Питерс и Лукас Тил. Кандидати за улогу Гејла били су Роби Амел, Лијам Хемсворт, Давид Хенри и Друз Рој. Дана 4. априла објављено је да је Хемсворт изабран за Гејла, а Хачерсон за Питу. On April 4, it was reported that Hemsworth had been cast as Gale, and Hutcherson had been cast as Peeta.
Почетком 2022. почео је рад на филму-преднаставаку Игре глади: Балада о птици певачици и змији. У мају те године, Том Блајт је добио улогу младог председника Сноуа, а Рејчел Зеглер за његову штићеницу, трибуткињу Луси Греј Берд. Зеглерова је првобитно одбила улогу у јануару, али је касније променила мишљење. У јуну 2022. године, Џош Андрес Ривера (који је претходно играо у филму Прича са западне стране из 2021. заједно са Зеглеровом), Хантер Шафер и Џејсон Шварцман су такође добили улоге. Питер Динклиџ је добио улогу наредног месеца. Током јуна и јула 2022. године, глумачка екипа је употпуњена са глумцима који ће играти више трибута и менторa. Дана 15. августа 2022. године објављено је да је Вајола Дејвис добила улогу др Волумније Гол, главног творца 10. Игара глади. Дана 16. септембра 2022. године, откривени су нови чланови глумачке екипе, укључујући Берна Гормана и Фионулу Фланаган у улогама команданта Хофа и Сноуове баке.

## Филмови
| Филм                                        | Датум изласка у САД | Режија:        | Аутор сценарија                   | Адаптација                        | Продуценти                                     | Статус    |
| ------------------------------------------- | ------------------- | -------------- | --------------------------------- | --------------------------------- | ---------------------------------------------- | --------- |
| Игре глади                                  | 23. март 2012.      | Гари Рос       | Гари Рос, Били Реј и Сузан Колинс | Гари Рос, Били Реј и Сузан Колинс | Џон Килик и Нина Џејкобсон                     | објављен  |
| Игре глади: Лов на ватру                    | 22. новембар 2013.  | Франсис Лоренс | Сајмон Бофој и Мајкл Арнт         | Сајмон Бофој и Мајкл Арнт         | Џон Килик и Нина Џејкобсон                     | објављен  |
| Игре глади: Сјај слободе — 1. део           | 21. новембар 2014.  | Франсис Лоренс | Питер Крејг и Дени Стронг         | Сузан Колинс                      | Џон Килик и Нина Џејкобсон                     | објављен  |
| Игре глади: Сјај слободе — 2. део           | 20. новембар 2015.  | Франсис Лоренс | Питер Крејг и Дени Стронг         | Сузан Колинс                      | Џон Килик и Нина Џејкобсон                     | објављен  |
| Игре глади: Балада о птици певачици и змији | 17. новембар 2023.  | Франсис Лоренс | Мајкл Лесли и Мајкл Арнт          | Мајкл Лесли и Мајкл Арнт          | Бред Симпсон и Нина Џејкобсон и Франсис Лоренс | објављен  |
| Игре глади: Освит дана жетве                | 20. новембар 2026.  | Франсис Лоренс | Били Реј                          | Били Реј                          | Бред Симпсон и Нина Џејкобсон                  | у развоју |